# Marionettenfalte

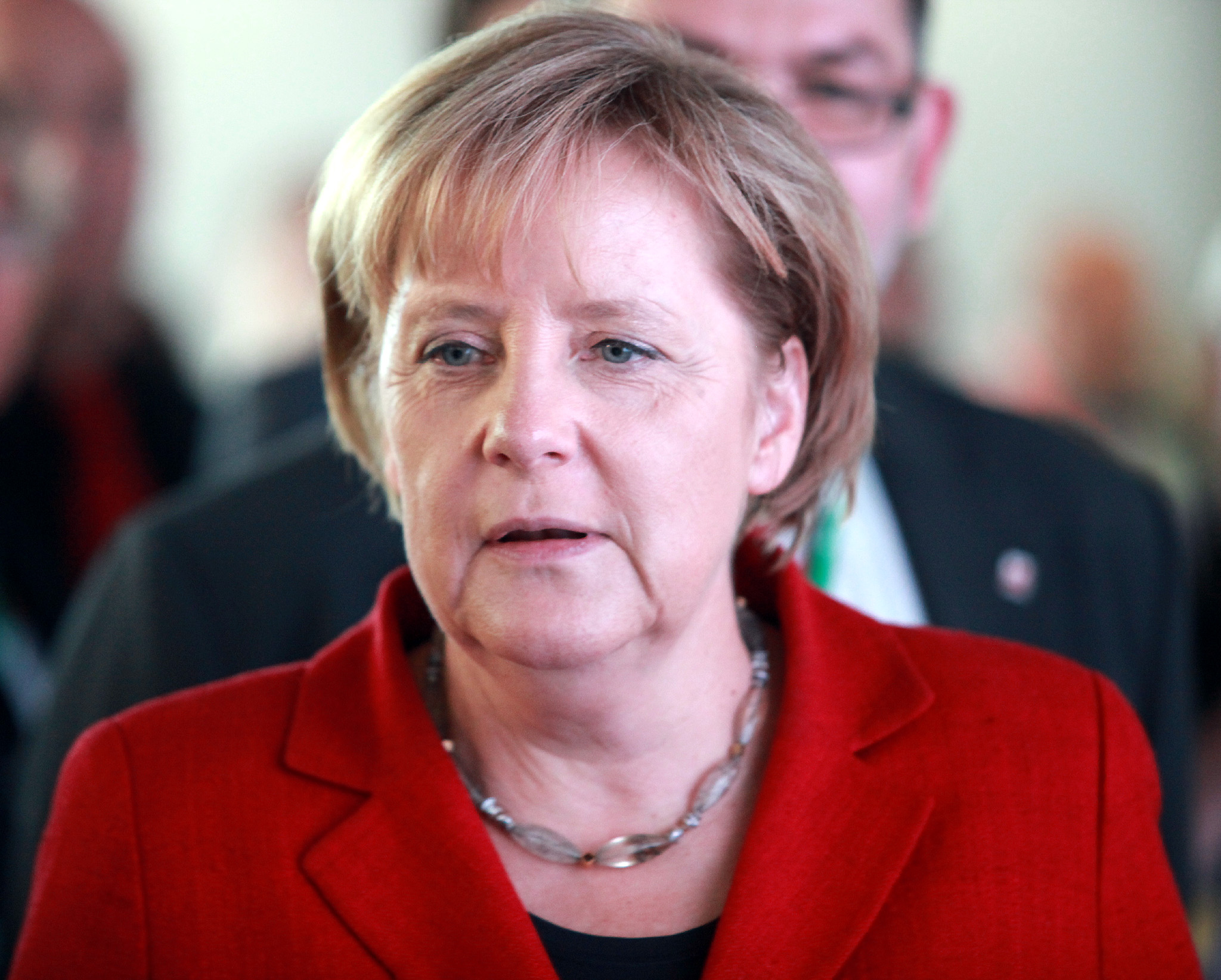
Angela Merkel ist für ihre prominenten Marionettenfalten bekannt

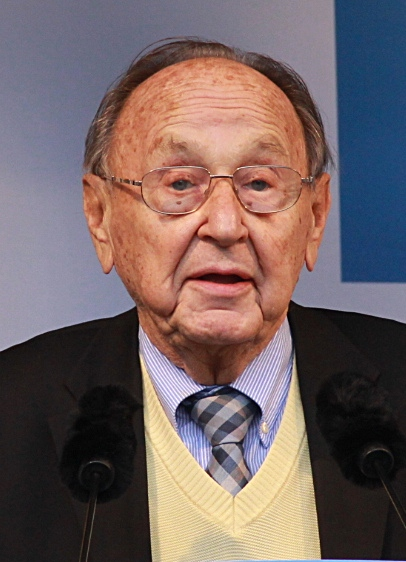
Marionettenfalten in Kombination mit Nasolabialfalten bei Hans-Dietrich Genscher

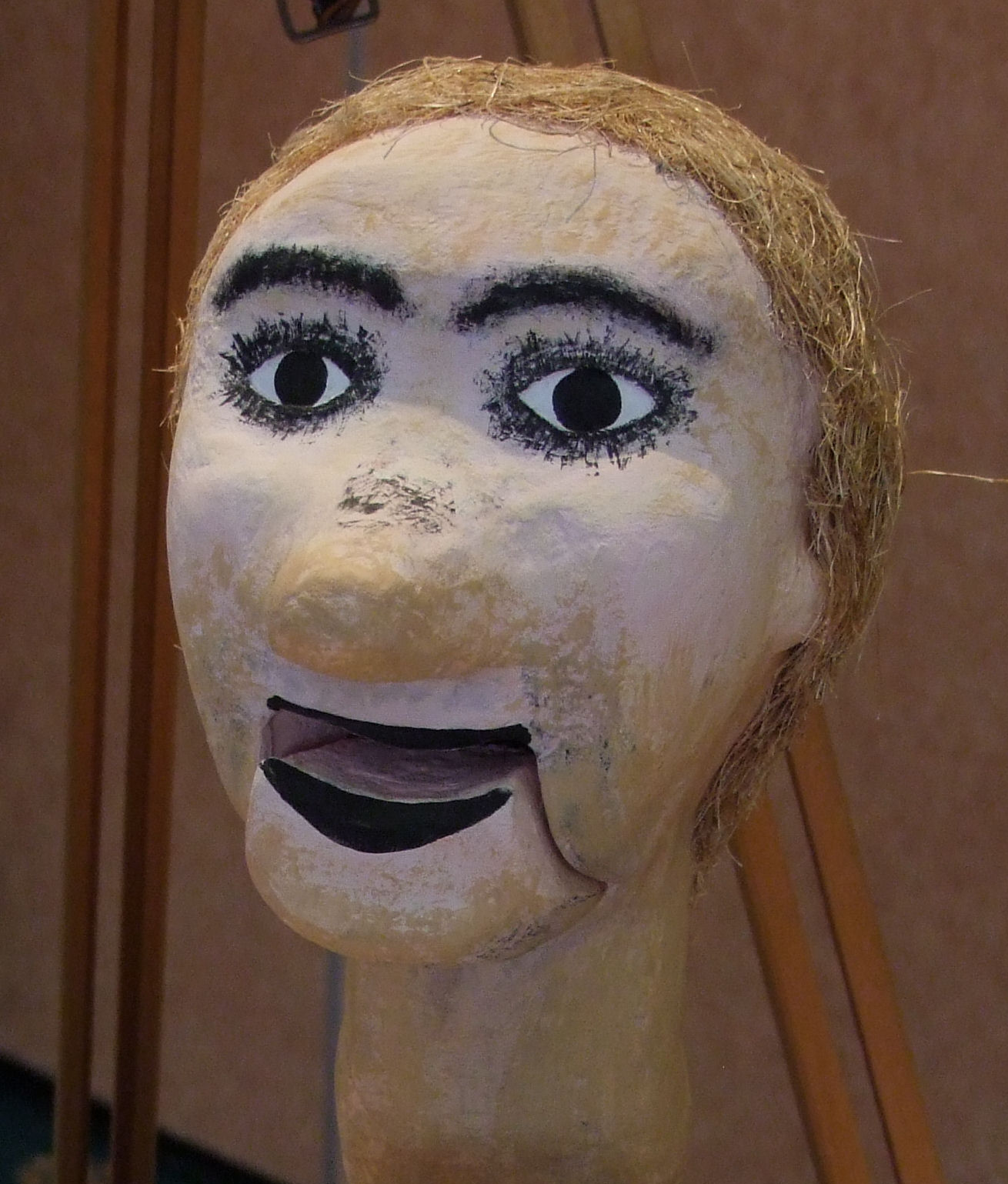
Eine Bauchrednerpuppe mit beweglichem Kiefer

Marionettenfalten (auch Mundwinkelfalten) sind mentolabiale Hautfalten, die sich vom Mundwinkel abwärts an den Rändern des Kinns entlangziehen. Sie sind die längsten und markantesten Mentolabialfalten (Falten zwischen Lippe und Kinn) und treten meist symmetrisch auf. Sie gehören zu den Schwerkraftfalten.
Der Name leitet sich von Holzmarionetten mit beweglichem Kiefer ab, bei denen die Ränder des Unterkieferteils etwa den Falten beim Menschen entsprechen. Aufgrund der prominenten Marionettenfalten bei der Politikerin Angela Merkel werden sie im deutschen Sprachraum auch Merkelfalten genannt.
Marionettenfalten entstehen durch natürliche Hautalterung mit fortschreitendem Alter, jedoch nicht bei allen Menschen. Die Haut produziert weniger Kollagen und Elastin, die für Stabilität sorgen. Daher erschlaffen die Bänder um Mund und Kinn und die Haut verliert an Elastizität; Fettgewebe an den Wangen kann mit der Zeit erschlaffen und nach unten sinken. Zunächst sind sie meist nur bei bestimmten Gesichtsausdrücken sichtbar, wenn sich die Wangen weiter absenken jedoch ständig.
Sie gelten als wichtige Merkmale für den Gesamteindruck eines Gesichtes. Je stärker sie ausgeprägt sind, desto mehr wirkt das Kinn vom Rest des Gesichtes abgegrenzt. Marionettenfalten können dafür sorgen, dass die Mundwinkel wie nach unten gezogen aussehen und der Gesichtsausdruck als traurig oder mürrisch interpretiert wird. Als Verlängerung der Nasolabialfalten können sie eine einzige lange Falte von der Nase zum Kinn bilden.
Als wichtige Faktoren für die Bildung von Marionettenfalten gelten häufiges Hochziehen des Kinns, starkes Zusammenpressen der Lippen, Kieferveränderungen, Zahnprothesen, UV-Strahlung und Rauchen. Dazu kommen Ernährung, Schlafmangel, Dehydrierung (Trockenheit), Gewichtsverlust und häufige Gesichtsbewegungen. Aber auch Genetik spielt eine Rolle.
Mit Gesichtsstraffungen, die Gewebe von der Mundgegend wegstraffen, können Marionettenfalten reduziert werden. Alternativ oder ergänzend kann auch eine Faltenunterspritzung vorgenommen werden. Mit Gesichtsübungen und einer guten Gesichtspostur sollen die Falten bis zu einem gewissen Grad verringert oder verhindert werden können, indem die Backenmuskulatur trainiert wird. Die Wirksamkeit solcher Übungen wird in der Fachwelt noch diskutiert.
Andere Hautfalten im Mund- und Kinnbereich sind etwa Raucherfalten und Erdbeerkinn.